# Mesosemia analoga
Mesosemia analoga är en fjärilsart som beskrevs av Adalbert Seitz 1916. Mesosemia analoga ingår i släktet Mesosemia och familjen Riodinidae. Inga underarter finns listade i Catalogue of Life.